# 鹿児島県道19号鹿児島川辺線
鹿児島県道19号鹿児島川辺線（かごしまけんどう19ごう かごしまかわべせん）は、鹿児島県鹿児島市から南九州市に至る県道（主要地方道）である。

## 概要
鹿児島市坂之上4丁目から南九州市川辺町平山に至る。
指宿スカイラインと交差する付近では、道幅が、1車線の1/3になり離合がしにくい。また、地域高規格道路・南薩縦貫道川辺道路の南九州川辺ダムICから南九州川辺ICまでは県道19号の一部として整備されている。

### 路線データ
- 起点：鹿児島県鹿児島市坂之上4丁目（坂ノ上交差点、国道225号交点）
- 終点：鹿児島県南九州市川辺町平山（国道225号交点、鹿児島県道263号霜出川辺線終点）
- 総延長；24.536 km[1]

## 歴史
- 1993年（平成5年）5月11日 - 建設省から、県道神殿坂之上線、松元川辺線の一部が鹿児島川辺線として主要地方道に指定される[3]。
- 1994年（平成6年）3月11日 - 鹿児島県告示第395号により現在の県道19号のルートの一部である「鹿児島県道276号神殿坂之上線」が廃止され[4]、鹿児島県告示第394号により鹿児島県道19号鹿児島川辺線として認定される[2]。

## 路線状況

### 重複区間
- 国道225号（南九州市川辺町野崎 - 南九州市川辺町平山・広瀬橋交差点）

### 道路施設

#### 橋梁
- 稚児の滝大橋（鹿児島市）
- 岩屋大橋（鹿児島市 - 南九州市）
- 瀬戸山大橋（南九州市）
- 広瀬橋（万之瀬川、南九州市、国道225号重複区間内）

#### トンネル
- 軸屋トンネル：延長495 m、2010年（平成22年）竣工、南九州市

## 地理

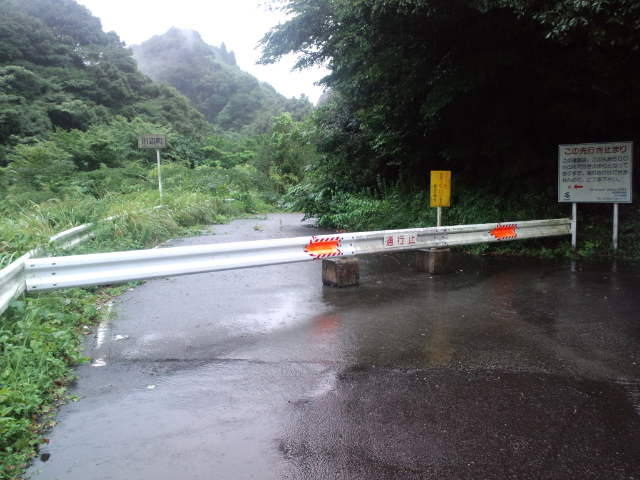
旧道。ダム建設で陥没したため通行止めになっている（一部）。

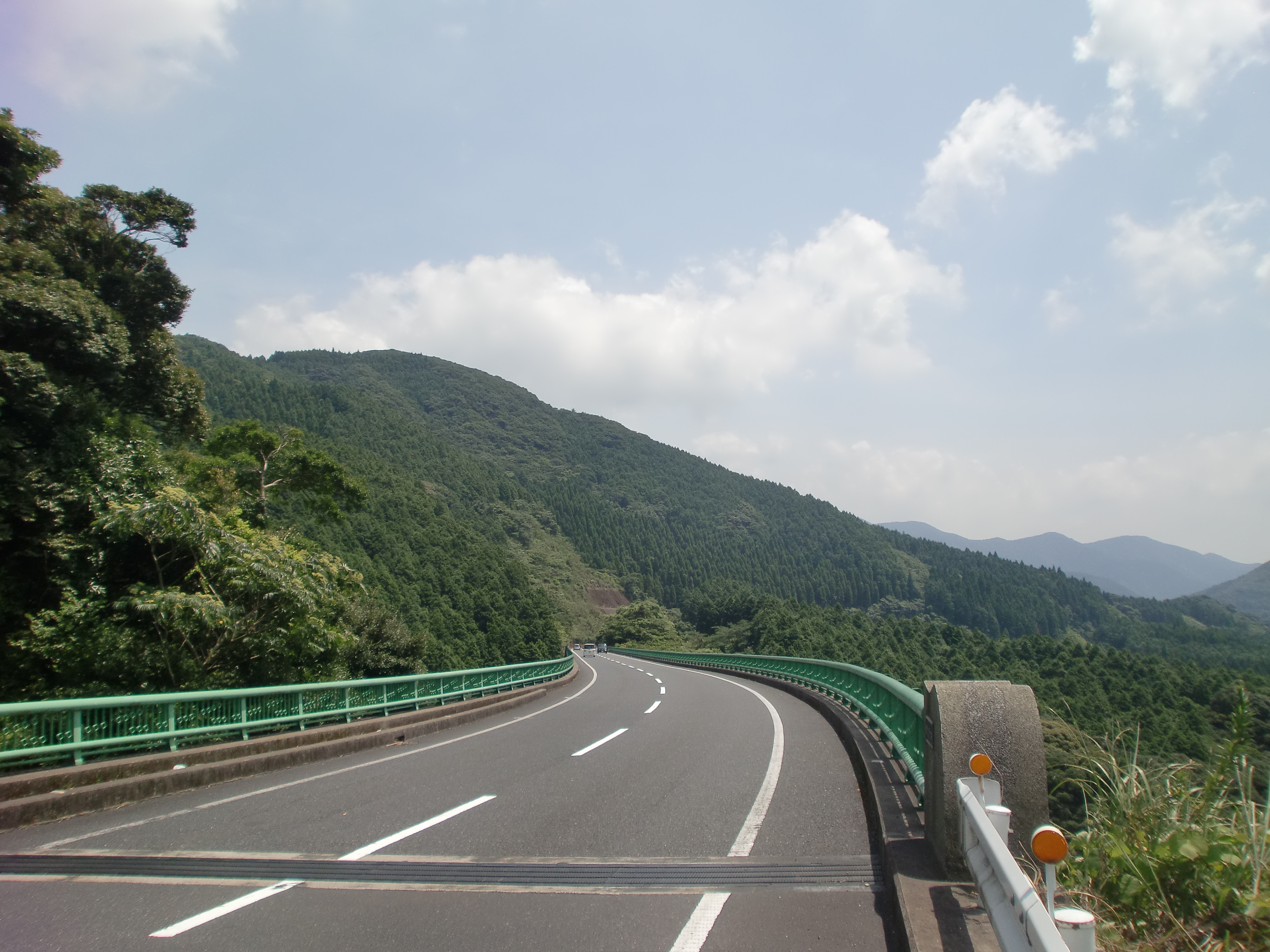
鹿児島市錫山付近から川辺方面に望む。
この区間は南薩縦貫道の既存一般道活用区間に含まれている

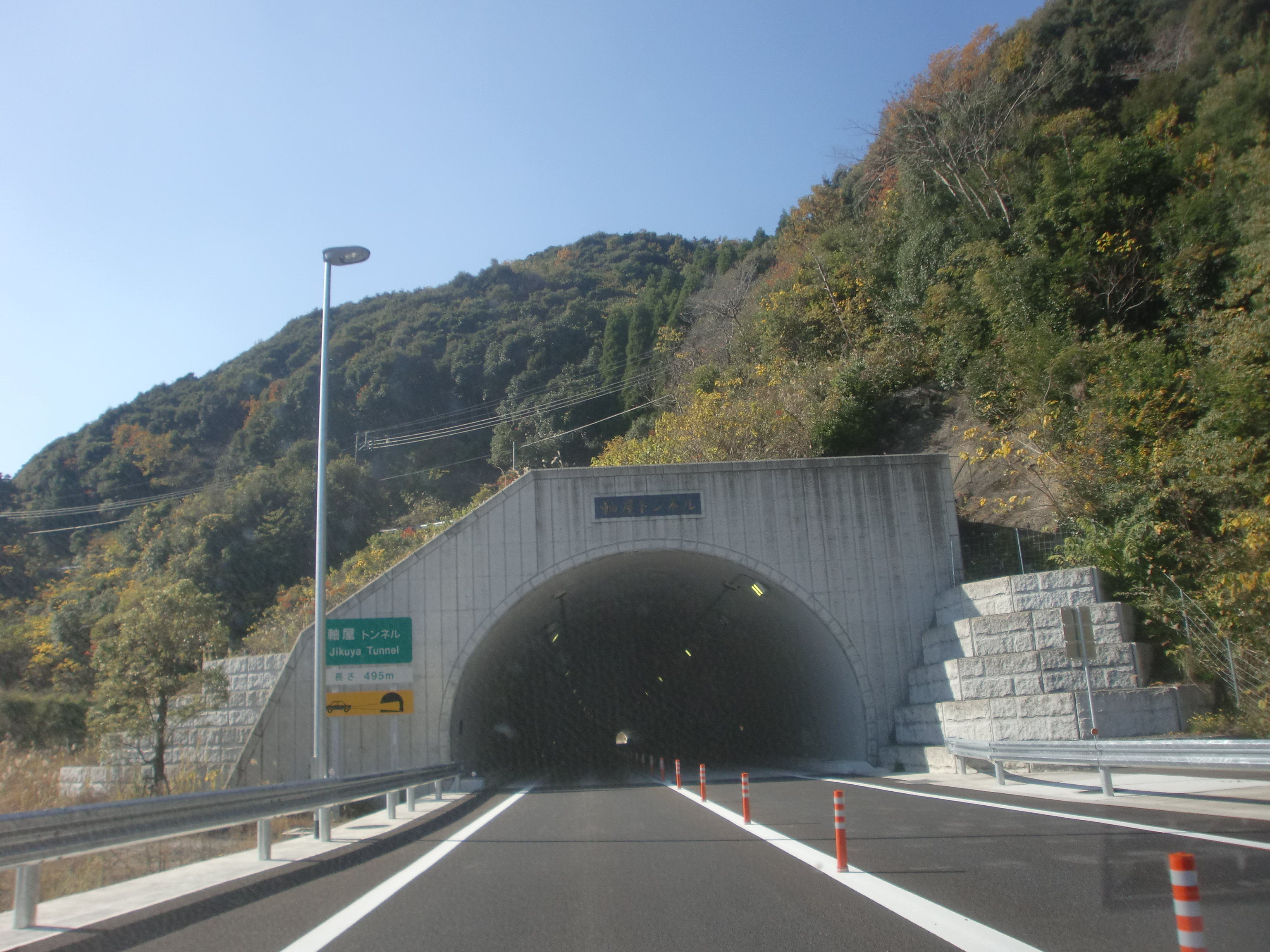
南薩縦貫道の川辺道路は県道19号として整備されている

### 通過する自治体
- 鹿児島市
- 南九州市

### 交差する道路
| 国道225号 国道226号 重複            | 鹿児島市 | 坂之上4丁目 | 坂之上交差点 / 起点 |
| 鹿児島県道291号松元川辺線           | 南九州市 | 川辺町神殿  |                     |
| 国道225号 重複区間起点              | 南九州市 | 川辺町野崎  |                     |
| 鹿児島県道291号松元川辺線           | 南九州市 | 川辺町両添  | 両添上交差点        |
| 鹿児島県道27号頴娃川辺線            | 南九州市 | 川辺町両添  | 両添交差点          |
| 国道225号 重複区間終点              | 南九州市 | 川辺町平山  | 広瀬橋交差点        |
| 鹿児島県道297号阿多川辺線           | 南九州市 | 川辺町平山  |                     |
| 国道225号 鹿児島県道263号霜出川辺線 | 南九州市 | 川辺町平山  | 終点                |

### 交差する鉄道
- 指宿枕崎線

### 沿線
- 川辺ダム
- JA南さつま川辺支所
- オートレース川辺